# Evelyn Beatrice Hall
Evelyn Beatrice Hall (Shooter's Hill, 28 september 1868 – Wadhurst, 13 april 1956) was een Engels auteur die schreef onder het pseudoniem S. G. Tallentyre.
Hall is bekend geworden door The Life of Voltaire, een biografie over Voltaire uit 1903. In een volgend boek over de filosoof, The Friends of Voltaire (1906), beschreef ze met een spitse formulering zijn houding tegenover de vrijheid van meningsuiting: "Ik keur af wat u zegt, maar ik zal uw recht om het te zeggen tot de dood verdedigen". De passage handelt over De l'esprit van Claude Adrien Helvétius, een boek uit 1758 dat door het parlement van Parijs verboden was en openbaar verbrand. De zin ging een eigen leven leiden en wordt vaak ten onrechte aan Voltaire zelf toegeschreven. In 1935 verklaarde Hall dat ze het, ondanks de aanhalingstekens, nooit als een citaat had bedoeld. Ook wordt soms betwijfeld of het wel een correcte typering was van Voltaires gedachtegoed over meningsvrijheid. Over de zaak-Helvétius schreef Voltaire dat hij openlijk diens kant had gekozen na de veroordeling, maar dat hij nooit de fouten en triviale waarheden in het boek had goedgekeurd.

## Publicaties
- From Wisdom Court, 1893 (met Henry Seton Merriman)
- The Money-Spinner and Other Character Notes, 1896 (met Henry Seton Merriman)
- The Women of the Salons, and Other French Portraits, 1901
- The Life of Voltaire, 1903, vol. 1 & vol. 2
- The Friends of Voltaire, 1906
- The Life of Mirabeau, 1908
- Early-Victorian. A Village Chronicle, 1910 (VS titel: Basset, A Village Chronicle)
- Matthew Hargraves, 1914
- Voltaire in His Letters, 1919 (vertaling)
- Love Laughs Last, 1919

- Gemeinsame Normdatei: 127458581
- International Standard Name Identifier: 0000 0001 0782 887X
- Library of Congress Control Number: n50055031
- Nationale Bibliotheek van Letland: 000071994
- Nationale Bibliotheek van Tsjechië: mub2014842370
- Nationale bibliotheek van Australië: 35163231
- Nationale Bibliotheek van Israël: 987012737574805171
- SNAC: w6f61b47
- Système universitaire de documentation: 253485533
- Trove: 847701
- Virtual International Authority File: 1146462816727780731
- WorldCat: E39PBJjdkXwQDmyxkDBJVdW7HC